# 雲中
云中是先秦时楚国地名。以前被认为是指云梦泽，但近来有解释认为云中乃是春秋时䢵国（又叫郧国）领土的泛称，其大致位置在汉水以东、现湖北省钟祥市境内，北抵丰乐河下游，南达旧口和天门市北部，东接京山县。

## 脚注
1. ↑  《左传·定公四年》载：“楚子涉睢，济江，入于云中”